# Трубецкие
Трубецки́е (Трубчевские) — боярский род литовско-русских князей, изначально владевших Трубецким княжеством. Произошли от Гедиминовичей.
Род внесён в Бархатную книгу. При подаче документов (2 марта 1682) для внесения рода в Бархатную книгу, была предоставлена родословная роспись князей Трубецких.
Все современные представители рода происходят от генерал-поручика Юрия Юрьевича Трубецкого (1668—1739).
Род признан, с княжеской мантией в Ливонии, Эстонии, Курляндии и Эзеле (1882)

## Происхождение
Трубецкие ведут свой род от внука Гедимина, Дмитрия Ольгердовича, князя брянского, стародубского и трубчевского, участника Куликовской битвы, погибшего в битве на Ворскле (1399) вместе с сыном Иваном. После его гибели княжеством правил его сын, удельный князь Михаил Дмитриевич.

## Родственные взаимосвязи
- Трубецкая, Софья Сергеевна сочеталась первым браком, с Хосе Осорио и Сильва, Гранда Испании и Герцога Альбуркерке, вторым браком с Шарлем Де Морни, единоутробного брата Наполеона III, графа и герцога де Морни, Министра внутренних дел Франции и Чрезвычайного и полномочного посла Франции в России
- Трубецкой, Василий Сергеевич сочетался первым браком, с Вильгельминой Саган-Де Роган (герцогиня Саган, герцогиня Заганьская, по рождению, Де Роган по первому браку), вторым браком на Софье Андреевне (Софья Марианна) фон Вейс.
- Вера Васильевна Трубецкая (Эстергази) сочеталась браком с Анталом Эстергази, графом, представителем старейшего княжеского рода Эстерхази[5].
- Трубецкой, Александр Васильевич сочетался браком с Марией Евгении Жильбер-Де-Вуазен, представительнице Французского, владетельного графского рода[6][7][8].
- Трубецкой, Сергей Петрович сочетался браком с Екатериной Ивановной Лаваль, графиней Де Лаваль, из рода Лавалей.
- Александра Трубецкая, дочь Сергея Петровича, сочеталась браком с Николем Романовичем Ребиндером, из графского и баронского Вестфальского рода Ребиндеры.
- Дарья Владимировна Трубецкая сочеталась браком с Владимиром Александровичем Фридриксом, из рода Фридриксы (Внесены в матрикулы Великого Княжества Финляндского).
- Трубецкой, Пётр Иванович сочетался браком с Эмилией Петровной Витгенштейн, дочери генерал-фельдмаршала П. Х. Витгенштейна, из древнего рода Спанхеймы.

## Потомки Михаила Дмитриевича
После смерти Михаила Дмитриевича, княжество было разделено между его сыновьями: Семёном Михайловичем и Юрием Михайловичем, который бежал в Москву (1445), а его половина княжества была отдана Ивану Васильевичу Чарторыйскому. Его сын Иван Юрьевич Трубецкой выиграл (1499) процесс против Чарторыйского и вернул себе отцовскую половину княжества, также бежал в Москву (1500), но с занятием Северской земли московскими войсками (1503) вновь вокняжился на своём уделе и правил до смерти († 1520). После него уделом правил его племянник Семён-Богдан Александрович (†1543). Эта ветвь пресеклась после смерти Михаила Семёновича († 1565).
Семён Михайлович, имел сына Ивана Семёновича († до 1499), а у последнего — сыновья, также перешедшие на сторону Москвы и сохранившие свои княжения: Андрей Иванович († 1546) перешел в подданство России при Иване III Васильевиче (1500), Иван Иванович Каширский наместник († 1538), Фёдор Иванович (княжил до 1540, ум.† 1541), Семён Иванович — боярин, наместник Костромы, последний удельный князь Трубчевский, княжил (1520—1566).

## Потомки Андрея Ивановича
Князь Андрей Иванович имел троих сыновей:
- Михаила Андреевича († 1557);
- Василия Андреевича († 1561, был наместником в Брянске);
- Никиту Андреевича († после 1558, был наместником в Белёве).

Потомство Андрея Ивановича пресеклось на его внуках: боярах Фёдоре Михайловиче († 1602), известном опричнике и воеводе, и Андрее Васильевиче, члене Семибоярщины († 1612). После их смерти, продолжателями рода остались внуки Семёна Ивановича.

## Потомки Семёна Ивановича

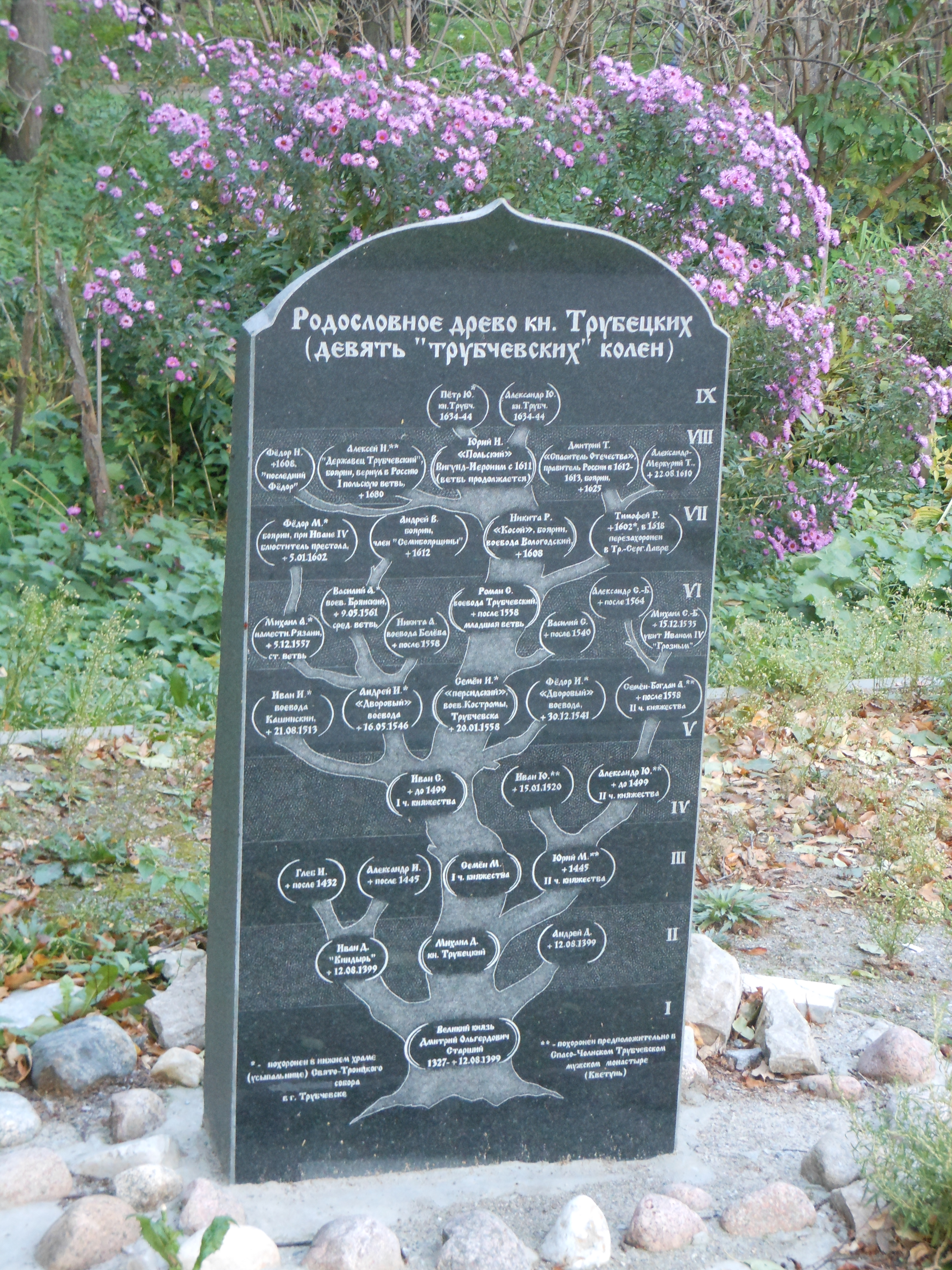
Стела с родословным древом Трубецких около Трубчевского собора

Семён Иванович, последний владетель Трубчевска, имел двух сыновей:
- Романа Сёменовича;
- Василия Семёновича;

Род Трубецких продолжили сыновья Романа Семёновича — бояре:
- Никита Романович Косой († 1608) воевода, и
- Тимофей Романович († 1602).

Тимофей Романович был отцом Александра-Меркурия Тимофеевича Трубецкого († 22.08.1610) и известного деятеля Смутного времени Дмитрия Тимофеевича Трубецкого, руководителя Первого ополчения, кандидата на царский престол (1613), затем — наместника Сибирского. Умер бездетным († 1625), как и его брат Меркурий Тимофеевич, (ум. 22 апреля 1610), так что представителями Трубецких остались только потомки Никиты Романовича Косого.

## Потомки Никиты Романовича Косого
Никита Романович Косой, внук Семёна Ивановича, имел троих сыновей:
- Юрия Никитича († 1634),
- Фёдора Никитича († 1608),
- Алексея Никитича († 1680).

Алексей Никитич, боярин (с 1645), участвовал в переговорах с польским и шведским посольствами (1647), с посольством Б. М. Хмельницкого (1654). Ему, уже старому и бездетному, царь Алексей Михайлович пожаловал (1660) вновь завоеванную вотчину его предков — город Трубчевск с уездом, и повелел именовать его «державцем Трубчевским». Юрий Никитич в Смутное время принадлежал к пропольской партии, будучи зятем лидера этой партии боярина Михаила Глебовича Салтыкова, бежал с тестем в Польшу (1611). Там он перешёл в католическую веру под именем Юрия-Вигунда Иеронима. От Салтыковой он имел двух сыновей:
- Петра Юрьевича, камергера польского двора и маршала Стародубского († 1644).
- Александра Юрьевича, бездетен

Пётр Юрьевич имел сына Юрия Петровича († 1679), оставшегося, ввиду бездетности боярина Алексея Никитича, единственным наследником фамилии. Когда московские войска вернули северские земли (1654), лишив польских Трубецких вновь обретённых было родовых владений, боярин Алексей Никитич вывез внучатого племянника Юрия Петровича в Россию (1657), где он принял православие.

## Потомки Юрия Петровича

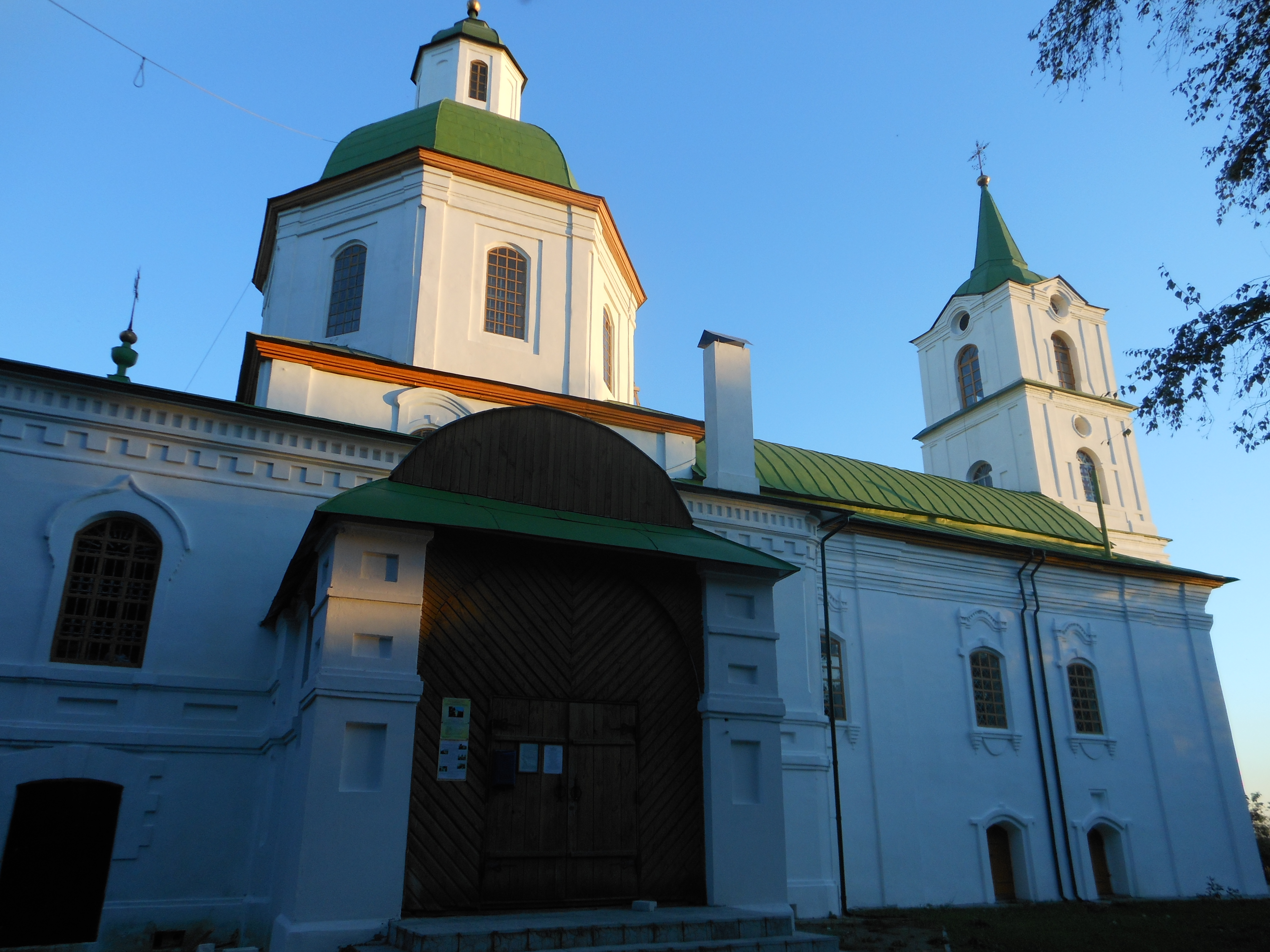
Собор в Трубчевске, родовая усыпальница Трубецких XVI—XVII вв.

В России Юрий Петрович был произведён в бояре и женился на сестре князя В. В. Голицына. От этого брака родились сыновья:
- Иван Юрьевич (1667—1750) — боярин, затем генерал-аншеф, пожалованный (1728) в генерал-фельдмаршалы, вошёл в историю как последний русский боярин (то есть последний из носителей этого пожизненного титула). Умер, не оставив законного мужского потомства, а только побочного сына, прижитого в шведском плену:
  - И. И. Бецкого, и дочь
  - Анастасию Ивановну, бывшую первым браком за молдавским господарем Дмитрием Кантемиром, вторым — за фельдмаршалом Людвигом Груно, наследным принцем Гессен-Гомбургским.
- Юрий Юрьевич (1668—1739) — генерал-поручик при Екатерине I, действительный тайный советник и сенатор при Анне Иоанновне; дал своё имя Трубецкому бастиону, за постройкой которого наблюдал. Юрий Юрьевич имел шесть сыновей:
  - Никиту Юрьевича (1699—1767), действительного тайного советника, генерал-прокурора, фельдмаршала. Имел 13 сыновей и 3 дочерей;
  - Ивана Юрьевича (1703—1744), президента юстиц-коллегии.
  - Алексея Юрьевича (1704—1776), гвардии капитана;
  - Александра Юрьевича, камергера;
  - Дмитрия Юрьевича († 1792), гвардии капитана, владельца «дома-комода» на Покровке и усадьбы Знаменское-Садки, от его сына Ивана происходят т. н. «Трубецкие-комод»

## Трубецкие после 1750 года
Общим предком всех Трубецких, живших после (1750), был сенатор Юрий Юрьевич, генеалогия которого выглядит следующим образом:
Михаил Дмитриевич → Семён Михайлович → Иван Семёнович († до 1499) → Семён Иванович, последний удельный князь († 1566) → Роман Семёнович → Никита Романович Косой († 1608) → Юрий Никитич (Юрий-Вигунд Иероним, † 1634) → Пётр Юрьевич, маршал Стародубский († 1644) → Юрий Петрович († 1674) → Юрий Юрьевич (1668—1739).
Потомки Никиты Юрьевича

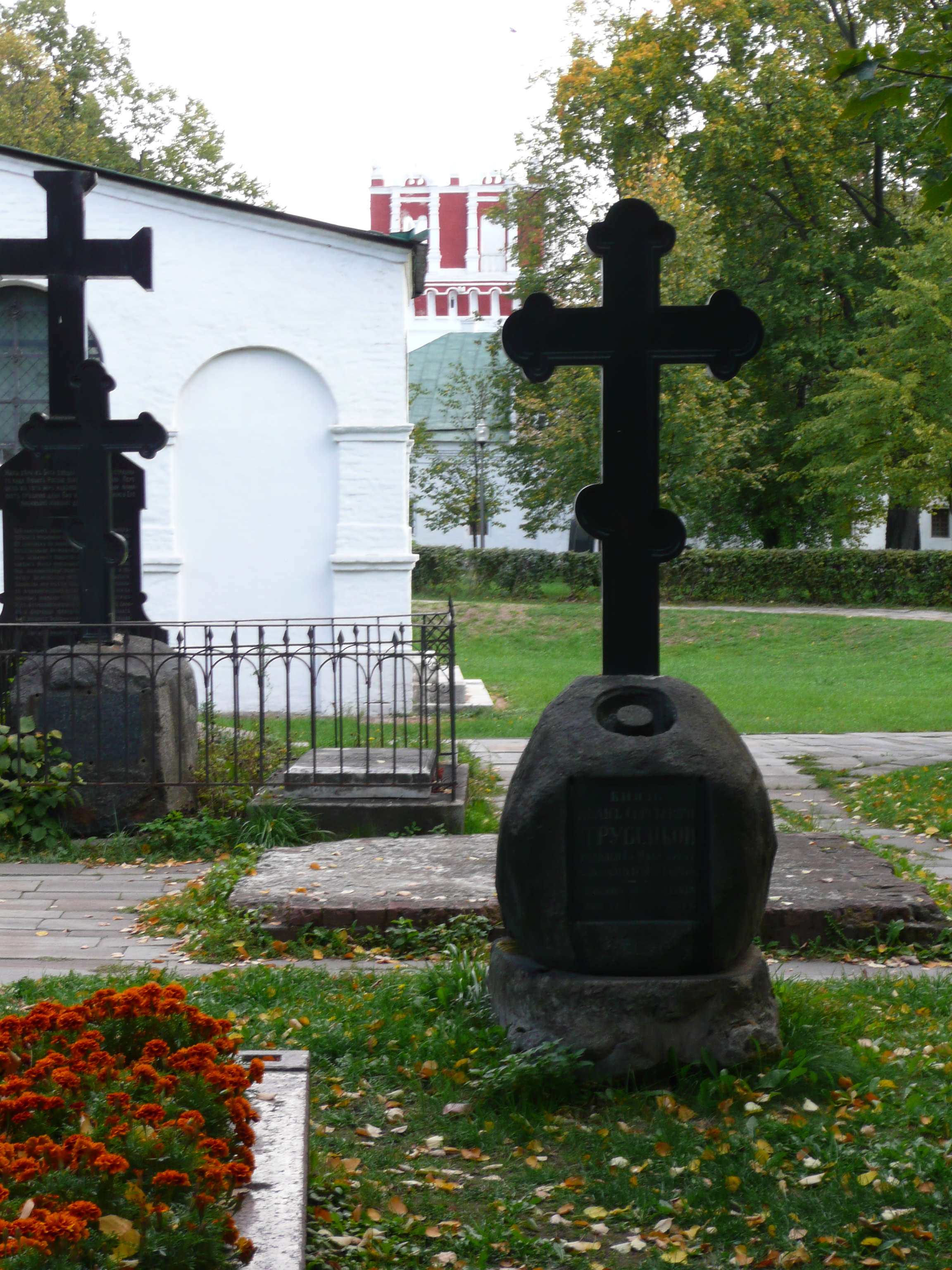
Надгробия потомков Никиты Юрьевича в Новодевичьем монастыре

- Трубецкой, Пётр Никитич (1724—1791), сенатор и писатель, владелец усадьбы Нескучное
  - Трубецкая, Екатерина Петровна (1754—1815) — дочь предыдущего, вышла за графа А. С. Строганова, но бросила его (с формальным разводом) ради бывшего фаворита Екатерины II И. Н. Римского-Корсакова, с которым и прожила до смерти в своём имении Братцево.
- Трубецкой, Юрий Никитич (1736—1811), действительный тайный советник.
  - Трубецкая, Прасковья Юрьевна (1762—1848; в замужестве княгиня Гагарина, затем Кологривова) — дочь предыдущего, первая русская женщина-воздухоплаватель.
- Трубецкой, Сергей Никитич (1731—1812), генерал-поручик.
  - Пётр Сергеевич (1760—1817), сын предыдущего, действительный статский советник.
    - Сергей Петрович (1790—1860) — декабрист, участник Отечественной войны 1812 и заграничных походов.
    - Пётр Петрович (1793—1840) — декабрист, участник Отечественной войны 1812 года и заграничных походов.
      - Трубецкой, Сергей Никитич (1829—1899), директор Эрмитажа
      - Трубецкой, Николай Николаевич (1836—1902), троюродный брат предыдущего, минский губернатор.
- Трубецкой, Николай Никитич (1744—1821), один из руководителей московского масонского движения, мастер различных лож.

Потомки Ивана Юрьевича
Эта линия Трубецких, владевшая подмосковной усадьбой Ахтырка, происходит от Ивана Юрьевича через Николая Ивановича → Ивана Николаевича (1766—1844) → Петра Ивановича (1798—1871), сенатора, орловского губернатора.
- Александр Петрович Трубецкой (1830—1872), младший сын князя Петра Ивановича, камергер, действительный статский советник, харьковский губернский предводитель дворянства.
- Николай Петрович Трубецкой(1828—1900), брат предыдущего, был создателем и учредителем Московской консерватории.
  - Пётр Николаевич Трубецкой (1858—1911), сын предыдущего, основатель классического виноделия на Украине, владелец и устроитель усадьбы Узкое.
  - Григорий Николаевич (1874—1930), брат предыдущего, дипломат, общественный и политический деятель, публицист.
  - Сергей Николаевич (1862—1905), брат предыдущего, религиозный философ, последователь и друг В. С. Соловьёва, публицист, общественный деятель.
    - Николай Сергеевич (1890—1938) — сын предыдущего, лингвист, философ, один из идеологов евразийства.
    - Владимир Сергеевич (1892—1937) — брат предыдущего, писатель, мемуарист. Церковь Ахтырской Богоматери, где покоятся некоторые из потомков Ивана Юрьевича

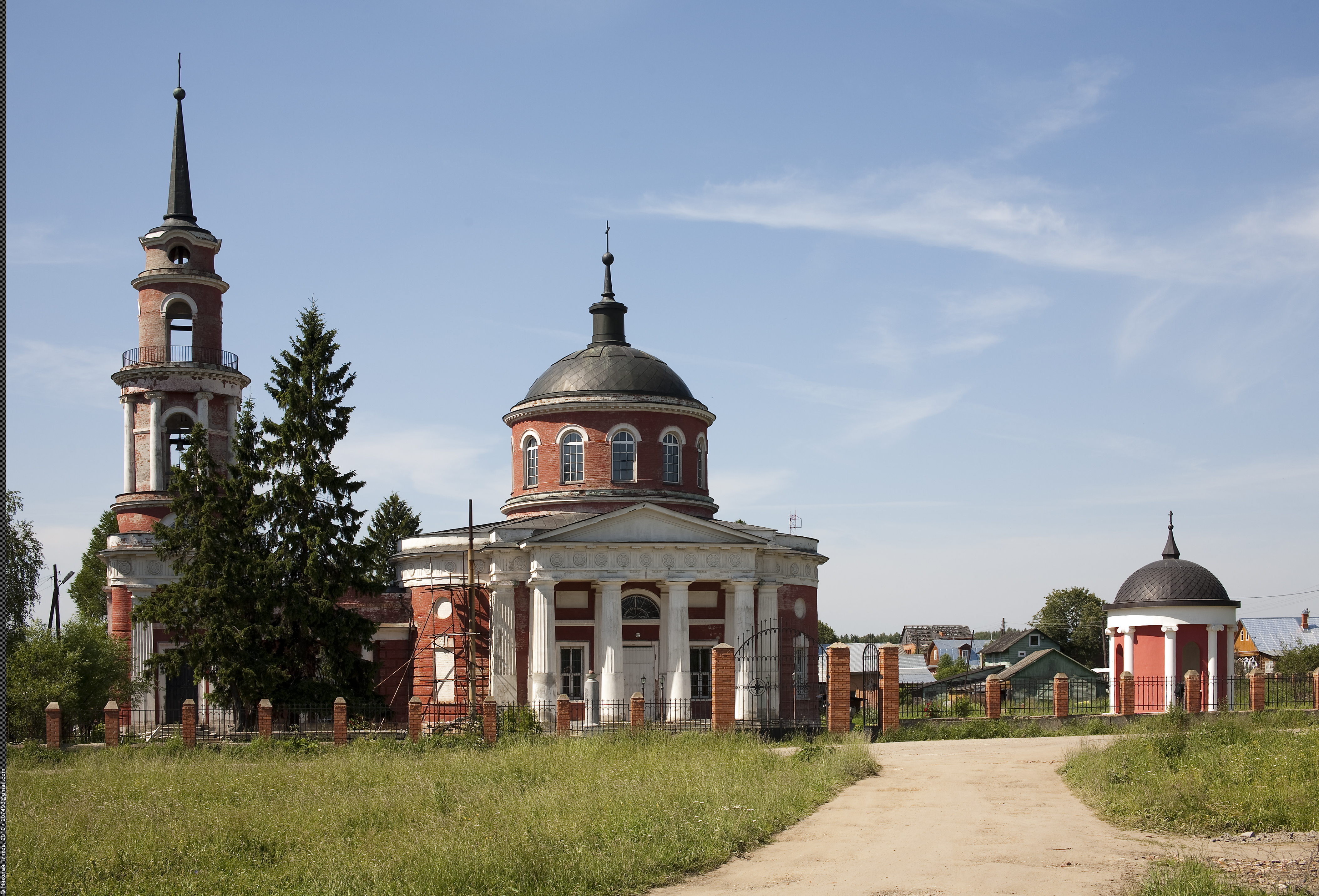
Церковь Ахтырской Богоматери, где покоятся некоторые из потомков Ивана Юрьевича

  - Евгений Николаевич (1863—1920), сын Николая Петровича, религиозный философ, публицист, правовед и общественный деятель.
    - Сергей Евгеньевич (1890—1949), сын предыдущего, общественный деятель русского зарубежья.
    - Александр Евгеньевич (1892—1968), брат предыдущего, общественный деятель русского зарубежья.
      - Александр Александрович (1947—2025), сын предыдущего, историк, почётный профессор МГУ, глава Общества памяти Императорский гвардии во Франции.
- Трубецкой, Пётр Петрович (1822—1902), орловский и смоленский губернатор, старший сын Петра Ивановича.
  - Павел (Паоло) Петрович (1866—1938) — русско-итальянский скульптор, сын предыдущего.

Потомки Алексея Юрьевича
- Василий Сергеевич (1776—1841), внук Алексея Юрьевича, один из русских военачальников 1812 года, генерал от кавалерии, член Государственного совета.
  - Его сын Александр Васильевич Трубецкой (1813—1889), генерал-майор.
  - Мария Васильевна (1819—1895), в замужестве: 1-й брак — А. Г. Столыпин, 2-й брак — кн. Семён Михайлович Воронцов, единственный сын св. кн. М. С. Воронцова.
  - Сергей Васильевич Трубецкой (1815—1859) — приятель М. Ю. Лермонтова, секундант на его последней дуэли.
    - Трубецкая, Софья Сергеевна, официально дочь предыдущего, предположительно же внебрачная дочь Николая I, замужем за герцогом де Морни.
- Трубецкой, Алексей Иванович, внук Алексея Юрьевича, гвардии поручик, убит в «битве народов», его вдова вышла за архитектора Осипа Бове.
  -     -       -         - Трубецкой, Игорь Николаевич (1912—2008), праправнук предыдущего, автогонщик, один из мужей Барбары Хаттон.

## Описание герба
Щит разделен на четыре равные части, в коих изображены: в первой в золотом поле два Грифа держащие передними лапами Княжескую Корону, во второй части в голубом поле белый одноглавый Орёл с распростертыми крыльями; в третьей части в красном поле Всадник на белом коне скачущий, имеющий в руке Шпагу вверх подъятую; в четвертой части в серебряном поле бычачья голова. Щит покрыт мантиею и шапкою принадлежащими Княжескому достоинству.
Вероятно, герб Князей Трубецких содержит вариацию герба Инфлянт (два грифона), изменённый герб Польши (белый орёл), герб Великого Княжества Литовского (всадник), герб Молдавского княжества (голова зубра).

## Представители рода
- Трубецкой, Андрей Васильевич (XVI век — 1612) — князь, боярин и воевода XVI века, деятель Смутного времени, член временного правительства — Семибоярщины.
- Трубецкой, Алексей Никитич (~1600—1680) — князь, русский политический, военный деятель и дипломат, Великого государя ближний боярин и воевода и наместник Казанский, держатель Трубческий; двоюродный брат Дмитрия Тимофеевича.
- Трубецкой, Дмитрий Тимофеевич (?—1625) — князь, «Спаситель отечества», русский политический и военный деятель Смутного времени.
- Трубецкой, Юрий Никитич (Юрий-Вигунд Иероним) (?—1634) — зять боярина Михаила Глебовича Салтыкова, с которым он бежал в Польшу, где перешёл в католическую веру.
  - Трубецкой, Юрий Петрович (1643—1679) — внук Юрия Никитича, вернувшийся в православие.
    - Трубецкой, Иван Юрьевич (1667—1750) — князь, генерал-фельдмаршал, приближённый Петра I, последний в русской истории боярин.
    - Трубецкой, Юрий Юрьевич (1668—1739) — сенатор, общий предок всех Трубецких, живших после 1750 года.
      - Трубецкой, Никита Юрьевич (1699—1767) — генерал-фельдмаршал; имел 13 сыновей и 3 дочерей.
        - Трубецкой, Пётр Никитич (1724—1791) — сенатор; его дочь Екатерина Петровна Строганова.
        - Трубецкой, Сергей Никитич (1731—1812) — генерал-поручик.
          - Трубецкой, Николай Сергеевич (?—1806) — его внук Трубецкой, Николай Николаевич (1836—1928) — губернатор Минской губернии, землевладелец.
          - Трубецкой, Пётр Сергеевич (1760—1817) — действительный статский советник; нижегородский предводитель дворянства (1802—1807).
            - Трубецкой, Сергей Петрович (1790—1860) — герой Отечественной войны 1812 года, декабрист.
            - Трубецкой, Никита Петрович (1804—1855) — действительный статский советник, церемониймейстер.
              - Трубецкой, Сергей Никитич (1829—1899) — директор Эрмитажа.

        - Трубецкой, Юрий Никитич (1736—1811) — действительный тайный советник, кавалер ордена св. Георгия 3-й степени; его дочь Прасковья Юрьевна Гагарина (Кологривова) (1762—1848) — первая русская воздухоплавательница.
        - Трубецкой, Николай Никитич (1744—1821) — один из виднейших московских мартинистов, приятель Н. И. Новикова.
        - Трубецкой, Александр Никитич (1751—1778) — полковник.

      - Трубецкой, Иван Юрьевич (1703—1744) — президент юстиц-коллегии.
        - Трубецкой, Пётр Иванович (1797—1871) — правнук Ивана Юрьевича, генерал от кавалерии, Смоленский и Орловский губернатор.
          - Трубецкой, Пётр Петрович (1822—1892) — русский дипломат.
            - Паоло Трубецкой (1866—1938)— скульптор.

          - Трубецкой, Николай Петрович (1828—1900) — председатель Русского музыкального общества.
            - Трубецкой, Пётр Николаевич (1858—1911) — государственный деятель, землевладелец.
            - Трубецкой, Сергей Николаевич (1862—1905) — русский религиозный философ, публицист и общественный деятель.
              - Трубецкой, Николай Сергеевич (1890—1938) — лингвист, философ и публицист евразийского направления.
              - Трубецкой, Владимир Сергеевич (1892—1937) — русский советский писатель (псевдоним — Владимир Ветов).

            - Трубецкой, Евгений Николаевич (1863—1920) — российский религиозный философ, правовед.
              - Трубецкой, Сергей Евгеньевич (1890—1949) — общественный деятель русского зарубежья.

            - Трубецкой, Григорий Николаевич (1874—1930) — русский общественный и политический деятель, дипломат, публицист.

          - Трубецкой, Александр Петрович (1830—1872) — камергер, кавалер ордена св. Георгия 4-й степени.
          - Трубецкой, Павел Петрович (1835—1914) — камергер, московский общественный деятель, агроном.

        - Трубецкой, Алексей Иванович (1806—1852) — виленский вице-губернатор.
        - Трубецкой, Николай Иванович (1794—1874) — обер-гофмейстер, член Государственного совета Российской империи.

      - Трубецкой, Алексей Юрьевич (1704—1776) — гвардии капитан; его дальним потомком (в 6-м поколении — Генеалогия Трубецких (англ.) был Игорь Николаевич Трубецкой (1912—2008), автогонщик, коллекционер живописи.
        - Трубецкой, Василий Сергеевич (1776—1841) — внук Алексея Юрьевича, участник наполеоновских войн, генерал от кавалерии, кавалер орденов св. Георгия 3-й и 4-й степени.
          - Трубецкой, Александр Васильевич (1813—1889) — генерал-майор, автор «Рассказа об отношениях Пушкина к Дантесу».
          - Трубецкой, Сергей Васильевич (1815—1859) — секундант на последней, смертельной, дуэли М. Ю. Лермонтова.
          - Трубецкой, Владимир Васильевич (1815—1859) — отец контр-адмирала Владимира Владимировича Трубецкого, кавалера ордена св. Георгия 4-й степени.

      - Трубецкой, Дмитрий Юрьевич (1724—1792) — владелец дома-комода; его правнучка, Варвара Юрьевна была замужем за дипломатом П. П. Трубецким — отцом скульптора Паоло Трубецкого (1866—1938); а прапраправнук Григорий (Юрий) Иванович Трубецкой (1866—1926) — кавалер ордена св. Георгия 4-й степени, генерал-лейтенант, командир Императорского Конвоя.
        - Трубецкой, Иван Дмитриевич (ок. 1756 — 1827) — камергер, владелец дворца на Покровке, имений Нескучное и Знаменское.
          - Трубецкой, Николай Иванович (1807—1874) — воспитанник Погодина, перешедший в католичество[11][12].